# Damir Kojašević
Damir Kojašević (ur. 3 czerwca 1987 w Titogradzie) – czarnogórski piłkarz grający na pozycji pomocnika.
Kojašević zaczynał karierę piłkarską w rodzinnej Czarnogórze, w klubie FK Dečić, w barwach którego grywał na różnych pozycjach, od obrony do ataku. Po zakończeniu sezonu 2007/08 przyjechał na testy do ŁKS-u, jednak nie przekonał do siebie działaczy łódzkiego klubu.
Ostatecznie podpisał kontrakt z Jagiellonią Białystok, w której przebojem wdarł się do pierwszego składu dzięki swej szybkości i technice. Wiosną stracił miejsce w podstawowej jedenastce. Latem 2009 roku został wystawiony przez zarząd białostockiego klubu na listę transferową. Początkowo bliski był przejścia do ŁKSu, następnie trenował z Cracovią a później z Górnikiem Łęczna, do którego trafił na zasadzie rocznego wypożyczenia.
W Górniku grał słabo i nie potrafił wywalczyć sobie miejsca w podstawowym składzie, dlatego już po zakończeniu rundy jesiennej sezonu 2009/2010 powrócił do Białegostoku. 25 stycznia 2010 roku rozwiązał kontrakt z Jagiellonią. Następnie wrócił do Czarnogóry i grał w Zecie Golubovci. W 2010 roku przeszedł do FK Sarajevo, gdzie rozegrał 45 meczów. Przez kolejne pół roku był zawodnikiem FK Budućnost Podgorica, zaś od lata 2012 roku jest graczem kazachskiego klubu FK Astana. W 2015 został wypożyczony do klubu Lokomotiv Taszkent. Następnie grał w takich klubach jak: Mladost Podgorica, Wardar Skopje i FK Vojvodina. W 2018 został zawodnikiem klubu Szachtior Karaganda.